# 维亚切斯拉夫·洛吉诺夫
维亚切斯拉夫·尤里耶维奇·洛吉诺夫（羅馬化：Vyacheslav Yur'yevich Loginov；1979年1月9日—）是俄罗斯政治人物，第八届国家杜马代表。
2008年至2012年，洛吉诺夫在阿穆尔州立法议会中担任过多个职务，从主席顾问到副议长。2009年至2011年，他在远东国立农业大学担任高级讲师。2013年至2016年，洛吉诺夫担任阿穆尔国立大学经济与组织管理系高级讲师。2016年9月18日，他当选第七届阿穆尔州立法议会代表。2019年1月24日，洛吉诺夫被任命为阿穆尔州立法议会主席。2021年9月起，他担任第八届国家杜马代表。

## 制裁
洛吉诺夫于2022年因俄乌战争而受到英国政府制裁。